# Маккалох, Кайл
Кайл Маккалох (англ. Kyle McCulloch, род. 2 февраля 1961) — канадский сценарист сатирического мультсериала «Южный парк».
Он в значительной степени ответственен за темы канадской культуры в мультсериале. Маккалох также иногда озвучивает односерийных персонажей серии — например, мальчика Гэри из мормонской семьи в эпизоде «Всё о мормонах» (сам Маккалох также является мормоном). Также Маккалох озвучивает мистера Вонга в онлайн-сериалах на icebox.com.
Кайл Маккалох родился в Виннипеге, Манитоба (по другим источникам в Реджайне, Саскачеван); он сын анонсёра с радио CBC Тома Маккалоха. Его карьера началась в фильмах Гая Маддина, таких, как «Careful», «Archangel», «Tales from the Gimli Hospital». В 1990 году он поставил свою собственную пьесу, которая называлась «Ice Station Squid», на фестивале Winnipeg Fringe Festival.
Фамилия Маккалоха была дана одному из эпизодических персонажей шоу — Шляпе Маккалоху, серийному убийце и насильнику.